# Korallenrollschlange

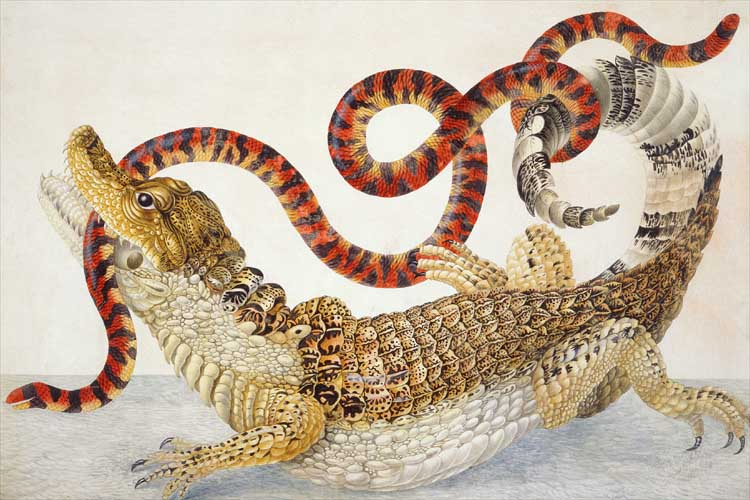
„Krokodilkaiman und Korallenrollschlange.“ Kolorierter Kupferstich von Maria Sibylla Merian aus Metamorphosis insectorum Surinamensium, Bildtafel LXX.

Die Korallenrollschlange (Anilius scytale) ist die einzige Art der Familie der Rollschlangen (Aniliidae). Sie kommt in Südamerika auf Trinidad und im Amazonasgebiet in zwei Unterarten (A. s. scytale und A. s. phelpsorum) vor. Sie besiedelt tropische Regenwälder und Kulturland.
Die Rollschlangen wurden früher in die ehemalige Überfamilie der Riesenschlangenartigen gestellt. Diese wurde aber auf Grund von genetischen Untersuchungen aufgespalten, wobei die größten Gruppen die Boas und die Pythons darstellen. Stattdessen wird die Korallenrollschlange heute als Schwestergruppe der Erdboas (Tropidophiidae) angesehen, die auf einigen karibischen Inseln und im nordwestlichen Südamerika vorkommen. Die von beiden Familien gebildete Klade wird Amerophidia genannt, alle übrigen Schlangenarten mit Ausnahme der Blindschlangen bilden die Klade Afrophidia.

## Merkmale
Korallenrollschlangen sind mittelgroße Schlangen mit zylindrischem Körper, kurzem Schwanz und kaum vom Hals abgesetztem, abgeflachtem Kopf. Die Schädelknochen sind in Anpassung an eine grabende Lebensweise verwachsen oder verstärkt, Zähne sitzen am Zwischenkiefer, Oberkiefer, Gaumenbein, Flügelbein und am Unterkiefer. Die Tiere sind in der Grundfärbung kräftig rot mit weißlichem Bauch, schwarzen Schuppenspitzen und zahlreichen, unregelmäßigen schwarzen Bändern, die sich vollständig über Rücken und Bauch ziehen. Sie ähnelt damit den hochgiftigen Korallenottern, was aufgrund des vermuteten höheren evolutionären Alters der Art aber wahrscheinlich kein Mimikry darstellt. Sie erreicht eine Länge von 60 bis 90 cm.
Die Nominatform weist 248 Bauchschilde und 12 Schwanzschilde auf. In der Körpermitte sind die Rückenschuppen in 21 Reihen angeordnet. Alle Schuppen sind glatt.
Die Tiere besitzen Aftersporne ähnlich denen anderer ursprünglicher Schlangen wie den Python- und Boaartigen.

## Lebensweise
Aufgrund der grabenden Lebensweise der Korallenrollschlangen ist über ihr Verhalten nur wenig bekannt. Als Beutetiere dienen an der Oberfläche gefangene Amphibien, Echsen und kleine Schlangen, sowie möglicherweise Insekten und Fische. Die Tiere sind ovovivipar und gebären 6 bis 15 lebende Junge.